# Luis Romero Fernández

Wappen von Luis Miguel Romero Fernández

Luis Miguel Romero Fernández M.Id. (* 16. Juni 1954 in Palencia, Spanien) ist ein spanischer römisch-katholischer Ordensgeistlicher und Weihbischof in Rockville Centre.

## Leben
Luis Romero Fernández wuchs in Andalusien auf und trat 1972 der Ordensgemeinschaft der Missionare Identes bei. Er studierte von 1974 bis 1980 am internationalen Priesterseminar seiner Ordensgemeinschaft auf Teneriffa und zusätzlich im Jahr 1978 Biologie an der Universität Sevilla. Am 11. September 1981 empfing er auf Teneriffa das Sakrament der Priesterweihe.
Als Ordenspriester war er zunächst in Saragossa tätig und studierte im Jahr 1985 Philosophie und Literatur an der Autonomen Universität Madrid. Im Jahr 1987 wurde er an der Universität Saragossa in Medizin promoviert. Nach Tätigkeiten in Bolivien, Chile und Ecuador sowie in Spanien und Indien war er seit 2014 in den Vereinigten Staaten tätig als Provinzial seiner Gemeinschaft und als Pfarrer in Hempstead. Seit 2019 war er im Bistum Rockville Centre Bischofsvikar für die Seelsorge an den Hispanics und für die Evangelisation.
Papst Franziskus ernannte ihn am 3. März 2020 zum Weihbischof in Rockville Centre und zum Titularbischof von Egara. Der Bischof von Rockville Centre, John Oliver Barres, spendete ihm am 29. Juni desselben Jahres die Bischofsweihe. Mitkonsekratoren waren dessen Amtsvorgänger William Francis Murphy und der Bischof von Columbus, Robert John Brennan.